# Oceanul planetar

Harta animată a Oceanului planetar, care demonstrează unitatea învelișului de apă a Pământului. Centrul hărții are coordonatele 85° long. V, 45° lat. S, iar Polul Nord se află în stânga. Țărmurile oceanice sunt stabilite de Organizația Hidrografică Internațională.
Semnificația culorilor:
a) albastru: ocean;
b) negru: rezervoare de apă care nu au legătură cu Oceanul (în imagine Marea Caspică și Marile Lacuri);
c) alb: uscat

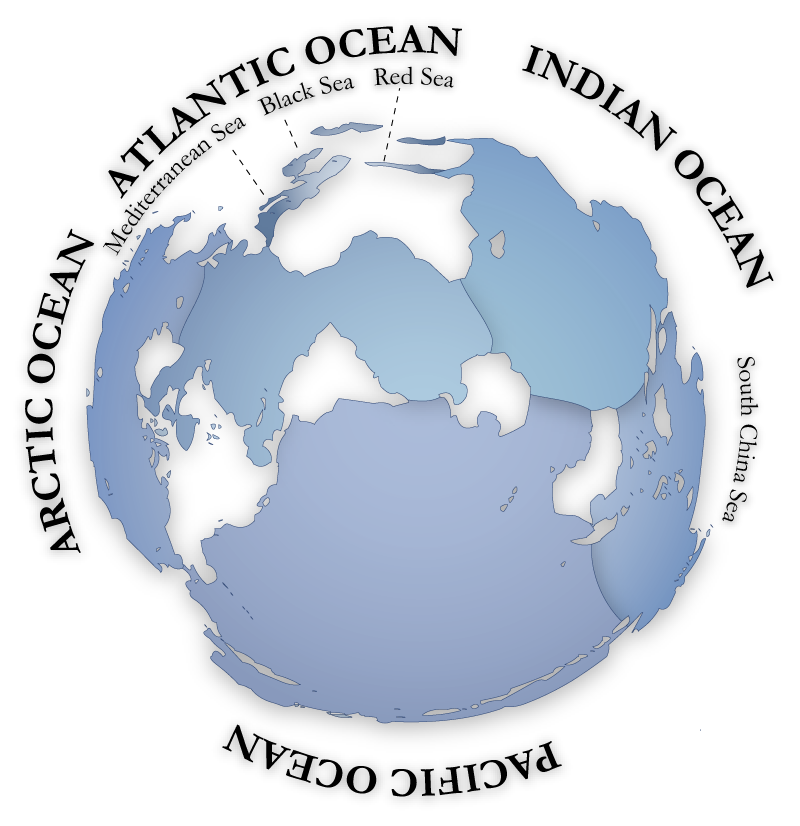
Oceanele componente și cele mai cunoscute mări care comunică cu ele

Oceanul planetar este sistemul interconectat al apelor oceanice (sau marine) ale Pământului și cuprinde cea mai mare parte a hidrosferei, care acoperă aproape 71% din suprafața Pământului, cu un volum total de 1,332 miliarde km cubi.
Unitatea și continuitatea oceanului planetar, cu un schimb relativ liber între părțile sale, este de o importanță fundamentală pentru oceanografie. Acesta este împărțit într-un număr de teritorii oceanice principale, care sunt delimitate de continente și au caracteristici oceanografice diferite: el se împarte în Oceanul Atlantic, Oceanul Arctic (rareori considerat o mare a Oceanului Atlantic), Oceanul Indian, Oceanul Pacific și Oceanul Antarctic (considerat de obicei ca partea de sud a Oceanului Atlantic, Indian și Pacific). La rândul său, apele oceanice sunt intercalate de mai multe mări și golfuri mici.
Adâncimea medie a oceanului planetar este de 3.729 m, iar adâncimea maximă de 11.022 (abisul Mariane).
Salinitatea apei este, în medie, 3,5%.

## Terminologie

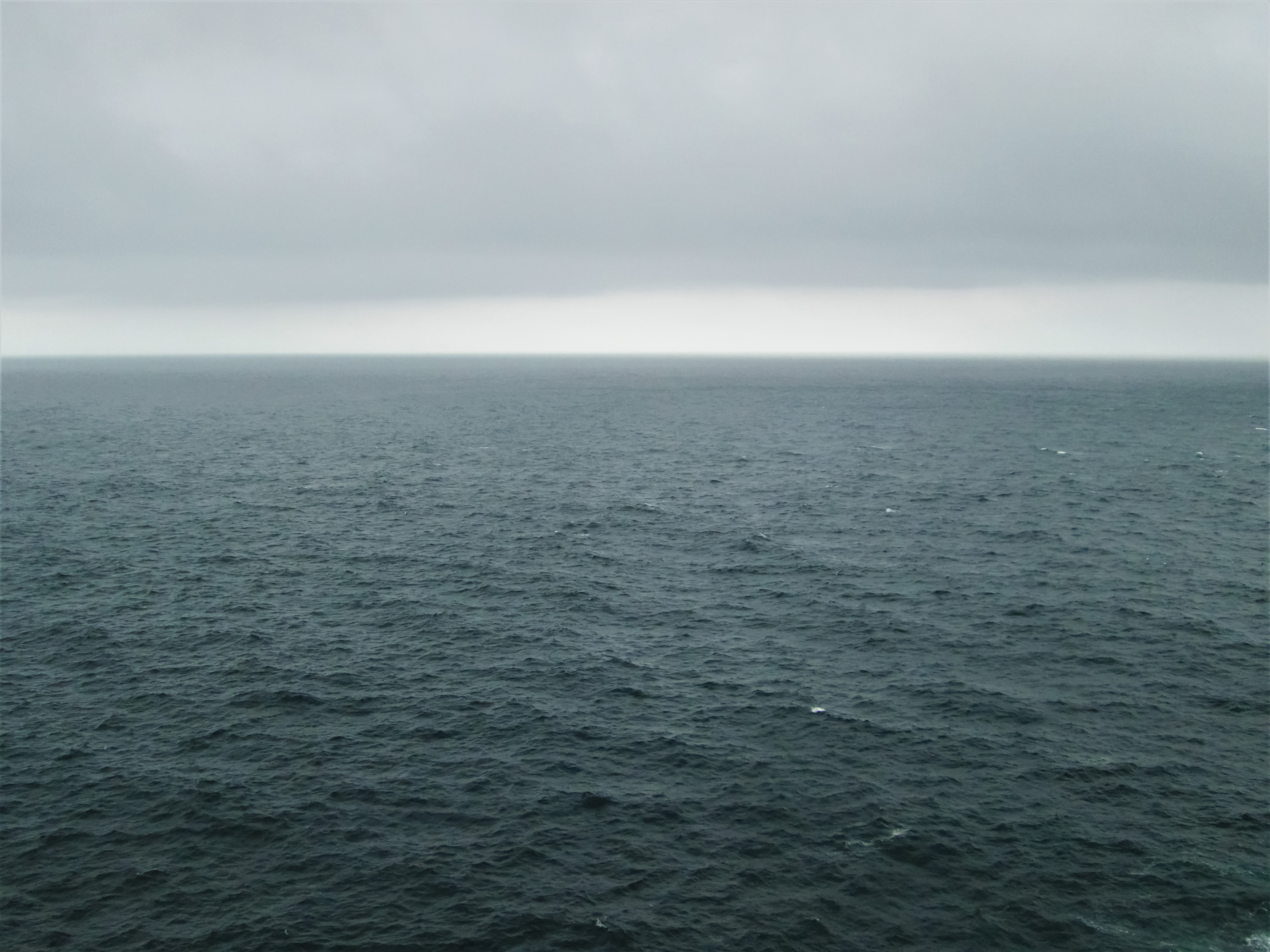
Atlanticul, o componentă a sistemului, reprezintă 23% din „oceanul global”.

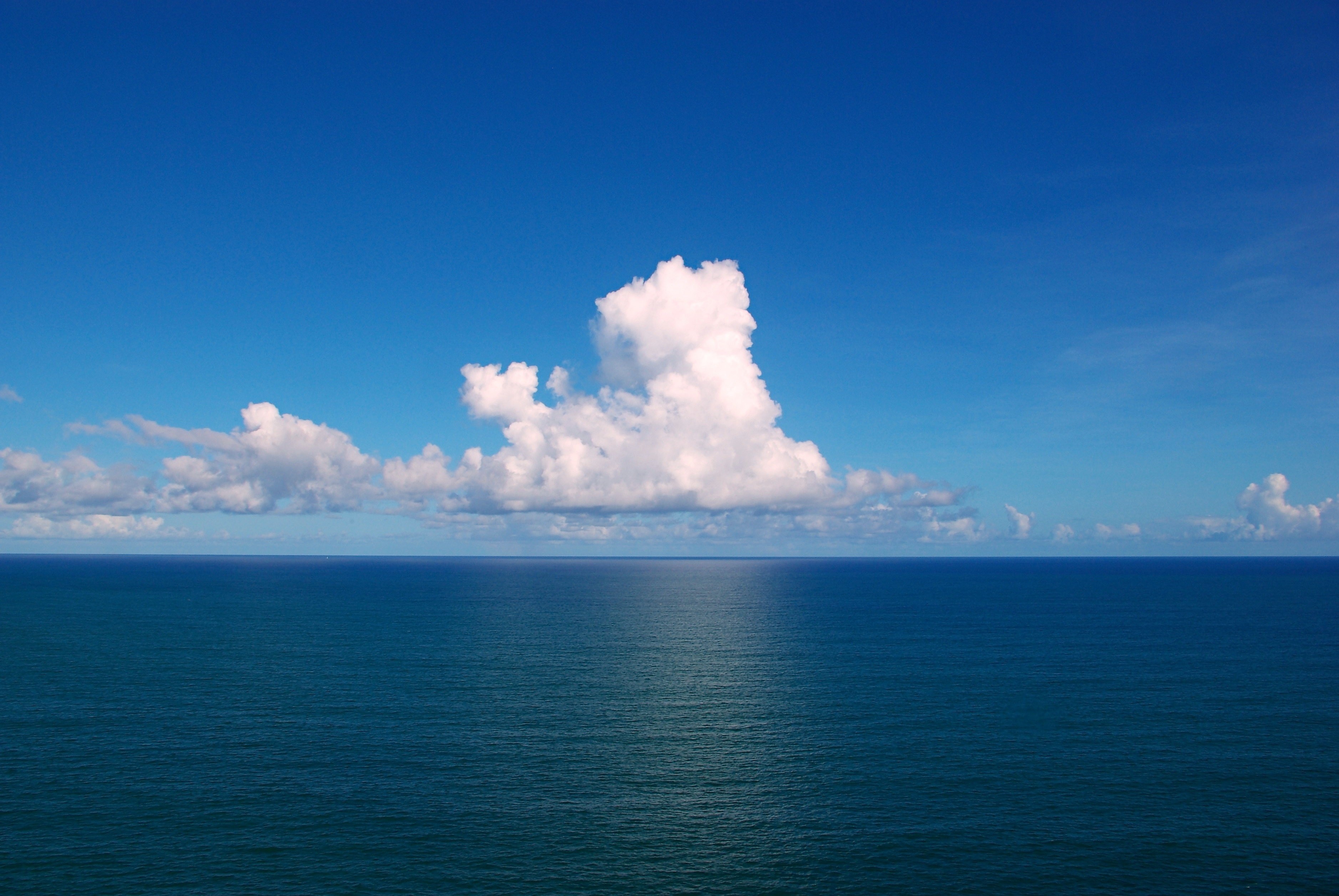
Vederea suprafeței Oceanului Atlantic

### Ocean și mare
Termenii „ocean” sau „marea” utilizați fără specificații se referă la corpul interconectat de apă sărată care acoperă cea mai mare parte a suprafeței Pământului. Acesta include Atlantic, Pacific, Indian, Antarctic și Oceanul Arctic.
Ca termen general, „oceanul” este în mare parte interschimbabil cu „marea” în engleza americană, dar nu și în engleza britanică. Strict vorbind, o mare este un corp de apă (în general, o diviziune a oceanului mondial) parțial sau complet închis de uscat. Cuvântul „mare” poate fi folosit și pentru multe corpuri specifice, mult mai mici de apă de mare, cum ar fi Marea Nordului sau Marea Roșie. Nu există o distincție clară între mări și oceane, deși, în general, mările sunt mai mici și sunt adesea parțial (ca mări marginale) sau în întregime ca (în mările terestre) mărginite de uscat.

### Oceanul mondial
Conceptul contemporan al Oceanului mondial a fost inventat la începutul secolului alXX-lea de oceanograful  rus Yuly Shokalsky pentru a se referi la oceanul continuu care acoperă și înconjoară cea mai mare parte a Pământului. Corpul global și interconectat de apă sărată este uneori denumit oceanul mondial sau oceanul global. Conceptul unui corp continuu de apă cu schimb relativ liber între părțile sale este de o importanță fundamentală pentru oceanografie.

## Geografie

### Diviziuni oceanice
Frontierele oceanelor sunt limitele Pământului în apele terestre. Definiția și numărul oceanelor pot varia în funcție de criteriile adoptate. Diviziunile principale (în ordinea descrescătoare a zonei) ale celor cinci oceane sunt Oceanul Pacific, Oceanul Atlantic, Oceanul Indian, Oceanul Antarctic și Oceanul Arctic.
| #     | Ocean             | Locație | Supr. (km2)         | Volum (km3)          | Adâncime medie (m) | Coastă (km)     |
| ----- | ----------------- | --- | ------------------- | -------------------- | ------------------ | --------------- |
| 1     | Oceanul Pacific   | Între Asia și Australasia și Americi                                                                         | 168.723.000 (46.6%) | 669.880.000 (50.1%)  | 3.970              | 135.663 (35.9%) |
| 2     | Oceanul Atlantic  | Între America și Europa și Africa                                                                            | 85.133.000 (23.5%)  | 310.410.900 (23.3%)  | 3.646              | 111.866 (29.6%) |
| 3     | Oceanul Indian    | Între Subcontinentul Indian, Africa și Australia                                                             | 70.560.000 (19.5%)  | 264.000.000 (19.8%)  | 3.741              | 66.526 (17.6%)  |
| 4     | Oceanul Antarctic | Între Antarctica și oceanele Pacific, Atlantic și Indian Uneori considerat o extensie a acestor trei oceane. | 21.960.000 (6.1%)   | 71.800.000 (5.4%)    | 3.270              | 17.968 (4.8%)   |
| 5     | Oceanul Arctic    | Între nordul Americii de Nord și Eurasia în Arctica Uneori considerată o mare marginală a Atlanticului.      | 15.558.000 (4.3%)   | 18.750.000 (1.4%)    | 1.205              | 45.389 (12.0%)  |
| Total | Total             | Total | 361.900.000 (100%)  | 1.335.000.000 (100%) | 3.688              | 377.412 (100%)  |